# 諾斯維克公園站
諾斯維克公園（英語：Northwick Park）是倫敦地鐵的一個車站，位於布倫特區諾斯維克公園地區。諾斯維克公園站位於倫敦第4收費區，是大都會線的車站。只有慢車（在所有車站停車的列車）在本站停車。

## 圖片集

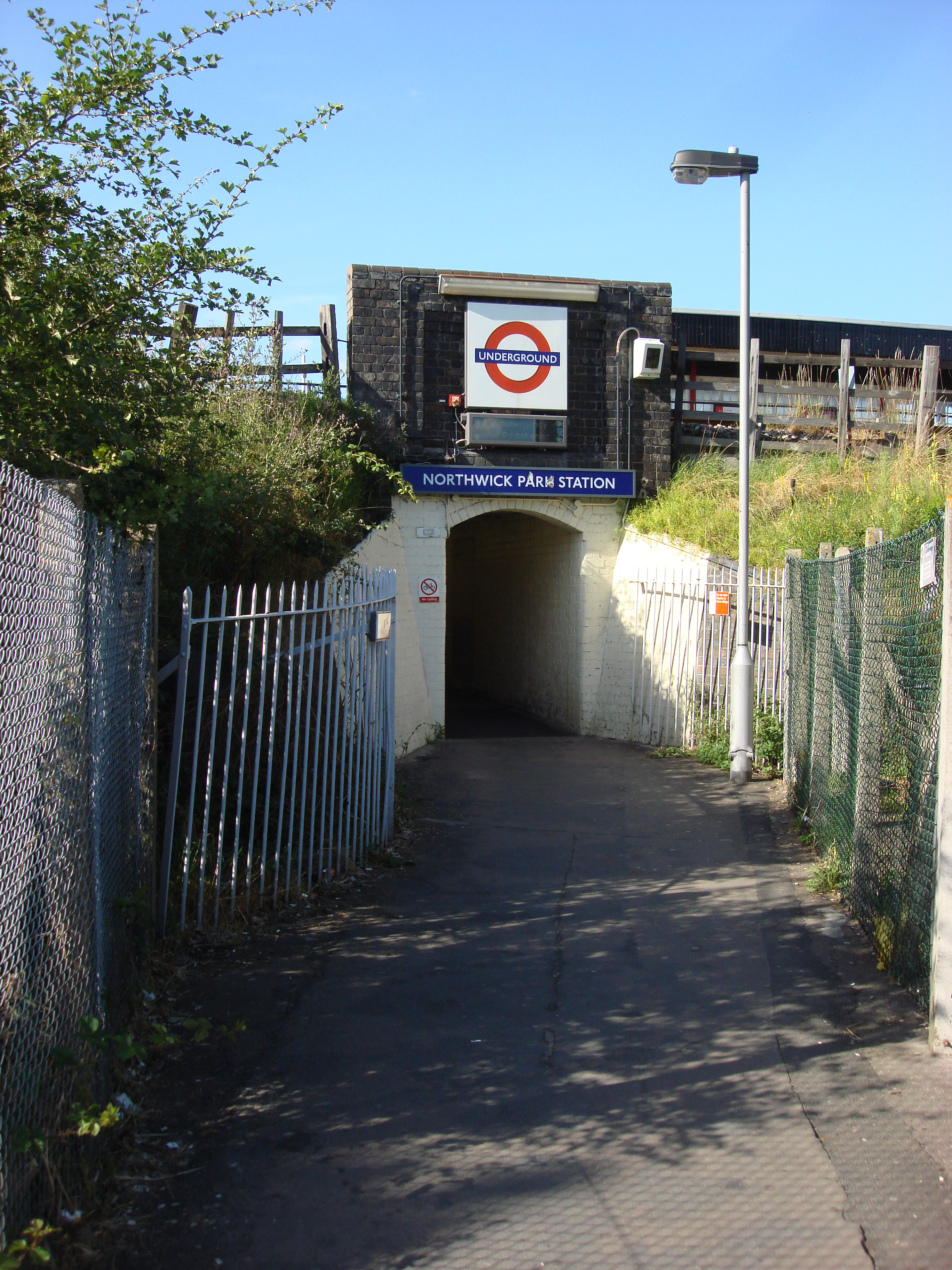
南口
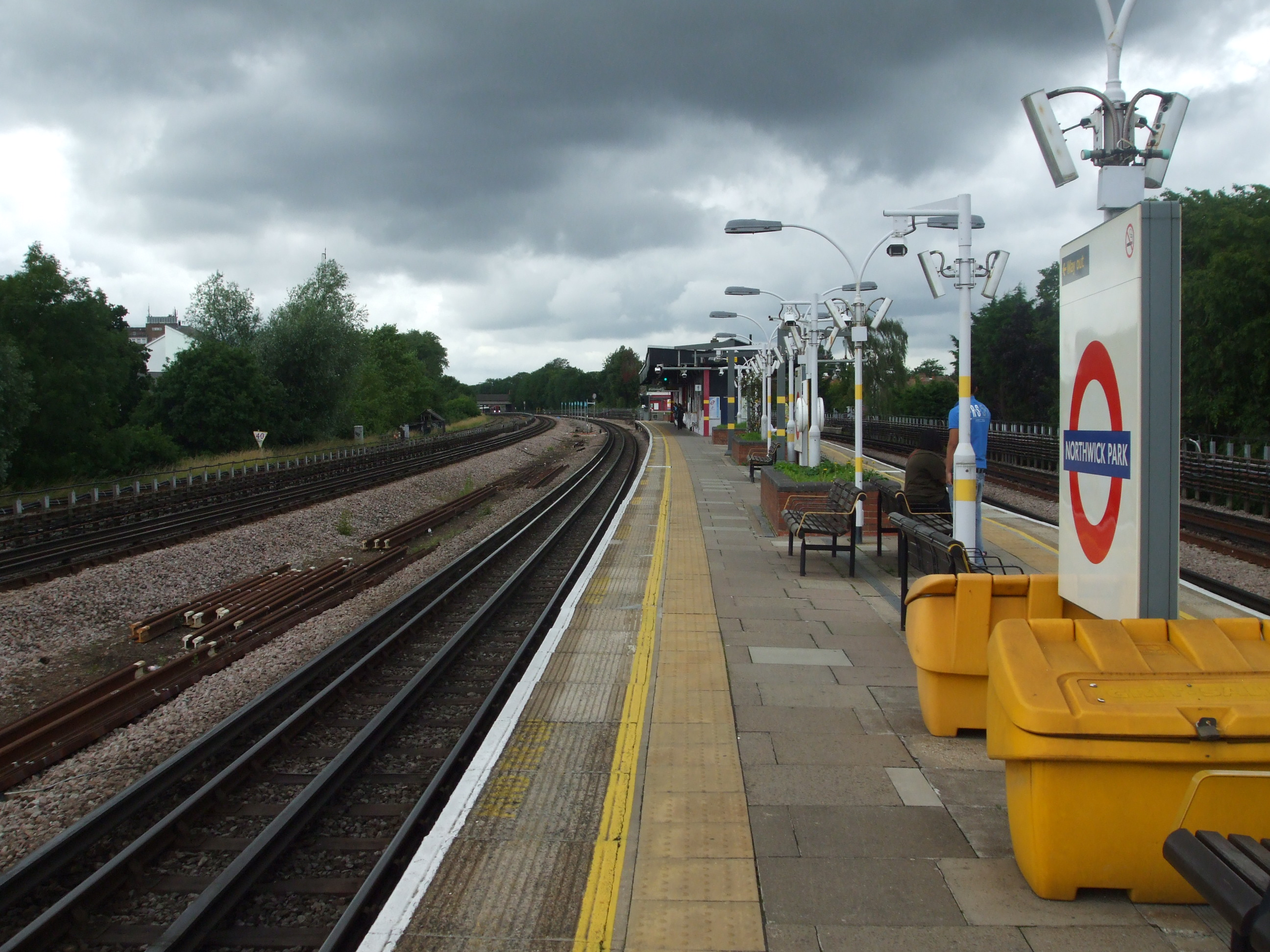
北側月台，朝北方看
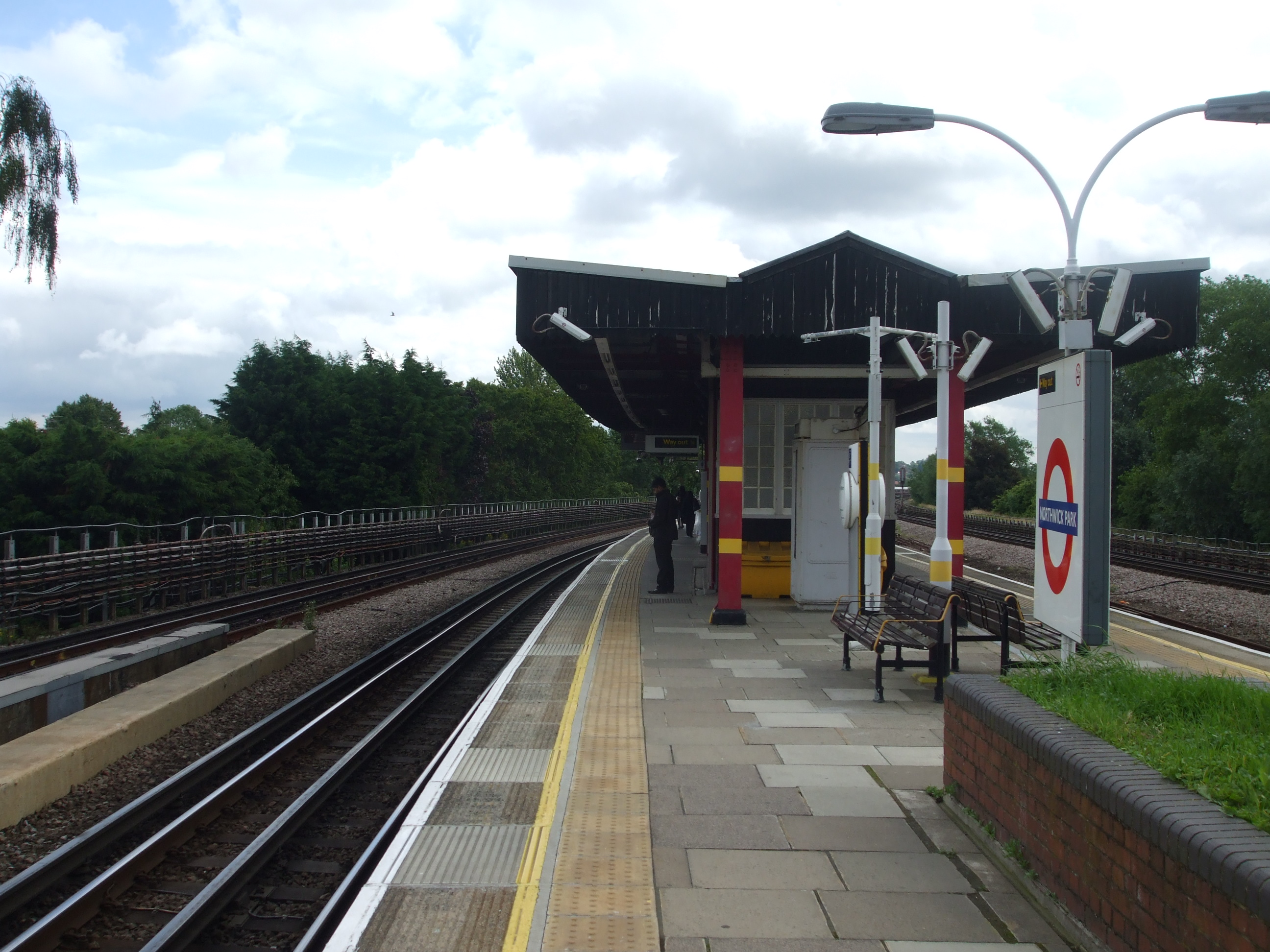
南側月台，朝南方看
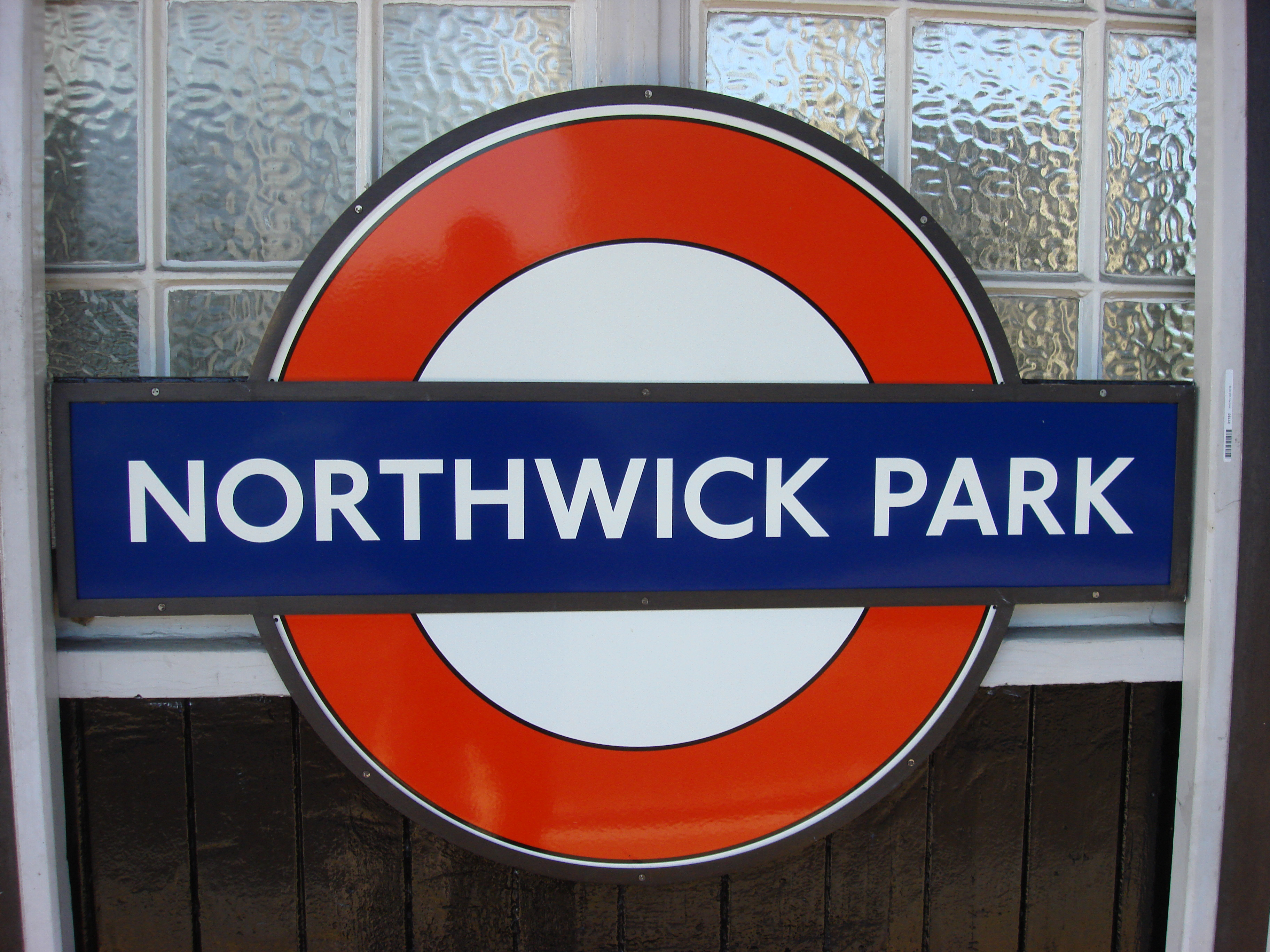
這個車站的站標

## 外部連結
- . Photographic Archive. London Transport Museum.   [2016-02-29]. （原始内容存档于2014-02-17）.